# Alkor
Alkor (Alcor, Saidak) je zvezda v bližini Mizarja. Imenujemo jo tudi Jahač in 80 Velikega medveda (80 UMa, 80 Ursae Majoris).
Ima navidezni sij 4,02m in sodi v spektralni razred A5 V. Spada me najbolj znane navidezne dvojne zvezde, čeprav še ni natančno znano ali res ne tvori pravega dvozvezdja z Mizarjem.